# Somakaton
Somakaton is een bestuurslaag in het regentschap Banyumas van de provincie Midden-Java, Indonesië. Somakaton telt 3835 inwoners (volkstelling 2010).